# Vanessa (opéra)
Personnages
- Vanessa, soprano
- Erika, sa nièce, mezzo-soprano
- La vieille Baronne, la mère de Vanessa, contralto
- Anatol, ténor
- Le vieux Docteur, baryton
- Nicholas, le majordome, basse
- Le Valet de pied, basse

Airs
- Must the winter come so soon, Erika, acte I
- He has come, he has come,... Do nut utter a word, Vanessa, acte I
- To leave, to break, quintette, acte III

Vanessa est un opéra en trois actes (à l'origine quatre) de Samuel Barber sur un livret original en anglais de Gian Carlo Menotti.

## Historique
Composé en 1956–1957, il a été créé le 15 janvier 1958 au Metropolitan Opera de New York, avec des décors et des costumes de Cecil Beaton et une mise en scène de Gian Carlo Menotti. Il a valu à Samuel Barber son premier prix Pulitzer de musique. Barber a revu l'opéra en 1964, le réduisant à la version en trois actes qui est jouée depuis.
La création française de cette œuvre date seulement d'octobre 2000, à l'Opéra de Metz, dans une mise en scène de Danielle Ory (avec Lisa Houben dans le rôle-titre et Lucy Schaufer dans celui d'Erika). Viendra ensuite, en 2001, la production de John Cox à Monte-Carlo (avec Kiri Te Kanawa dans le rôle-titre, Lucy Schaufer dans celui d'Erika, David Maxwell Anderson en Anatol et Rosalind Elias en Baronne). Cette production sera reprise donnée en 2003 à Strasbourg (Opéra national du Rhin) puis à Mulhouse (La Filature), et il faudra attendre le 20 mai 2012 pour que Vanessa soit créé dans la région parisienne, au théâtre Roger-Barat d'Herblay, dans une mise en scène de Bérénice Collet (production reprise à Metz en mars 2014).

## Origine du livret
La presse écrite a largement répandu l'idée que le livret de Gian Carlo Menotti serait basé sur une œuvre d'Isak Dinesen (nom de plume de Karen Blixen), alternativement présentée comme une courte histoire ou une nouvelle. Cependant l'histoire ne se retrouve dans aucun des écrits d'Isak Dinesen. Il est néanmoins prouvé que Samuel Barber avait lu Seven Gothic Tales de Blixen, et la confusion provient vraisemblablement d'une déclaration de Menotti et Barber affirmant avoir reproduit dans l'opéra l'atmosphère de cette œuvre de Blixen. Menotti déclare ainsi : « j'écrivais un livret pour Sam, et Sam est surtout une personnalité romantique... », il se décrit comme « inspiré par les histoires d'Isak Dinesen, en particulier Seven Gothic Tales », et déclare « je pense que cette atmosphère fera un merveilleux opéra. »
Karen Blixen était présente à la première de l'opéra, mais prétextant une maladie, elle quitta le théâtre au milieu de la pièce. Son secrétaire relate que Barber était « bouleversé » par ce départ. Karen Blixen ne fit aucun commentaire public.

## Argument
L'action se situe vers 1905, en fin d'année, dans un pays nordique. Elle se déroule au sein d'une maison aristocratique de campagne (la maison de Vanessa) entourée d'un bois et de collines et à proximité d'un lac gelé.

### Acte I
Une nuit au début de l'hiver, dans le salon de la maison de campagne de Vanessa. La pièce est richement meublée et tous les miroirs, ainsi qu'un grand tableau, sont cachés.
Vanessa, assise au coin du feu, attend l'arrivée de son ancien amant Anatol qu'elle n'a pas revu depuis vingt ans. Elle s'impatiente et s'angoisse comme le temps passe et que l'homme n'est toujours pas arrivé. Sa nièce Erika, afin de rendre son attente plus supportable, propose de lui faire la lecture mais Vanessa ne pense qu'à celui qu'elle a aimé et aime toujours passionnément. La baronne, mère de Vanessa, qui était dans la pièce, monte se coucher sans dire un mot. Erika l'accompagne et va faire sonner la cloche d'alarme. Quand enfin l'invité arrive, Vanessa prie Erika de la laisser seule. Se contraignant à cacher son émotion, Vanessa tourne le dos à l'homme qui vient d'entrer. Elle lui avoue avoir cessé de vivre, et presque de respirer, pour rester la même quand il reviendrait, pour que rien ne change en elle. Elle lui demande s'il l'aime encore autant. Mais l'homme qui est là, n'est pas son amant, elle ne reconnaît pas sa voix. Bouleversée, Vanessa quitte la pièce. Erika, qui n'est pas encore montée se coucher, se retrouve seule avec l'homme. Celui-ci se présente : il est le fils d'Anatol et porte le même nom que son père. Il n'est pas l'homme attendu mais dehors, la tempête se déchaîne. Anatol prie Erika de le laisser passer la nuit ici. Et sans avoir sa réponse, il s'installe à la table et propose à Erika de dîner avec lui.
Un mois plus tard, dans la pièce principale de la maison de campagne.
Erika raconte à la baronne, qu’Anatol l'a séduite le jour même de sa venue et qu'elle a passé la nuit avec lui. Le jeune homme se dit prêt à l'épouser mais Erika, bien qu'amoureuse de lui, doute de sa sincérité. Elle ne souhaite pas non plus briser les rêves de Vanessa. En effet, cette dernière, sous l'emprise d'une certaine folie, se met à aimer Anatol : elle voit en lui son ancien amant. La baronne conseille à Erika de se battre pour Anatol. Vanessa et Anatol reviennent d'une promenade sur le lac avec leurs patins à glace. Le docteur trouve qu'ils font un joli couple. Vanessa avoue à Erika son amour pour Anatol ; elle se sent de nouveau heureuse. Erika essaye de la mettre en garde mais elle est troublée par l'intérêt qu'Anatol porte à Vanessa. Lorsqu'Erika demande des explications à Anatol, celui-ci lui parle de liberté. Il renouvelle toutefois sa demande en mariage, en présence cette fois-ci de la baronne. Mais Erika refuse car Anatol paraît insouciant à l'égard des liens amoureux. Vanessa, Anatol, la baronne et le docteur vont à la messe. Une fois seule, Erika dévoile les miroirs et le tableau
où Vanessa en robe de bal, resplendit dans tout l'éclat de sa jeunesse, et décide de laisser Anatol à Vanessa.

### Acte II
Le soir de la Saint-Sylvestre, à droite, un escalier menant aux chambres, au fond, une ouverture sur une salle de bal, à gauche le hall de l'entrée principale de la maison.Vanessa a organisé un grand bal pour la Saint-Sylvestre. Le valet de pied annonce les invités puis rentre dans la salle de bal tandis que le majordome Nicholas, s'approche du porte-manteau et regarde les belles fourrures avec envie. Le docteur le rejoint. Il est un peu ivre. Il montre son bonheur d'être là et clame sa joie à Nicholas. Puis Vanessa arrive. Elle est resplendissante. C'est aujourd'hui que le docteur doit annoncer ses fiançailles avec Anatol. Mais Vanessa est inquiète : sa nièce et sa mère ne descendent pas. Vanessa soupçonne qu'on lui cache quelque chose. Elle demande au docteur d'aller les chercher. Elle est surtout attristée par l'absence d'Erika. Lorsqu'Anatol arrive, Vanessa lui raconte ses craintes mais Anatol lui répond par des baisers. Le docteur n'a pas réussi à parler à Erika. Tout le monde se rassemble alors pour entendre l'annonce des fiançailles. Pendant ce temps, Erika décide de descendre. Dans une belle robe de bal, elle tente désespérément de faire contenance. Mais sur les marches d'escalier, en entendant le Docteur faire l'annonce, elle est prise d'un malaise et s'arrête en se tenant le ventre. Puis elle défaille. Pénétrant dans le hall, à la vue d'Erika, le majordome Nicholas accourt. Erika, reprenant conscience, demande à rester seule. Souffrant de plus belle, Erika prend une grave décision. Elle porte l'enfant d'Anatol mais elle ne veut pas que cet enfant naisse. Alors elle décide de sortir de la maison et de s'engouffrer dans le froid glacial du dehors, sans se vêtir chaudement, pour attraper la mort et provoquer une fausse couche. La veille baronne, pressentant quelque chose, sort de sa chambre en vitesse et paraît au sommet de l'escalier en robe de chambre. Elle appelle en vain Erika, celle-ci est déjà sortie. La porte est restée grande ouverte.

### Acte III
Premier tableau
Dans la chambre d'Erika, à l'aube
Devant une petite cheminée, dos tourné au public, la baronne est assise. Le docteur se tient près d'une fenêtre, scrutant l'extérieur avec angoisse. Vanessa est présente également. Faisant les cent pas, elle demande pourquoi elle n'a pas été prévenue. Tous attendent le retour d'Anatol et des gens du village, partis chercher Erika. Vanessa se lamente alors que le docteur tente de la rassurer. Elle pleure Erika qu'elle a toujours considérée comme son enfant, comme sa fille. On aperçoit par la fenêtre un groupe de paysans entourant Anatol, Erika dans ses bras. Vanessa demande à Anatol si elle est en vie. Erika est vivante mais épuisée. Le docteur et Anatol déposent Erika dans le lit. Elle porte toujours sa robe de bal. Vanessa fond en larmes. Elle se demande si Erika n'aime pas Anatol. Ce dernier jure que non. Vanessa lui demande de l'emmener loin de la maison. Le docteur, après avoir soigné Erika, sort de la pièce en empêchant Vanessa et Anatol de s'approcher du lit. Erika ne veut que sa grand-mère auprès d'elle. Lorsqu'Erika est seule avec la baronne, elle lui demande si Vanessa et Anatol savent pour l'enfant. La vieille Baronne lui répond qu'ils ne peuvent pas, qu'ils se mentent à eux-mêmes. L'enfant perdu, Erika est rassurée. Mais la baronne quitte la pièce en silence.
Second tableau
Dans le salon de la maison, deux semaines plus tard
La vieille baronne, assise à sa place devant la cheminée, s'est de nouveau murée dans son silence. Vanessa et Anatol ont décidé de partir pour Paris. Ils auront une belle maison là-bas. Les préparatifs vont bon train. Les domestiques descendent les malles dans les escaliers. Le docteur pense qu'ils forment un joli couple heureux. Vanessa est prête à partir. Après l'agitation des derniers préparatifs du voyage, Vanessa se retrouve dans la pièce avec Erika. Celle-ci est pâle et porte une simple robe noire. Vanessa lui annonce que la maison est, par testament à elle. Mais elle l'encourage à ne pas y rester tout le temps. Elle lui dit qu'elle est trop jeune. Mais Erika lui répond que quelqu'un doit prendre sa place et s'occuper de la vieille baronne. Avant de partir, Vanessa demande à Erika ce qu'il s'est passé la première nuit. Elle soupçonne une histoire avec Anatol. Mais Erika nie et entraîne Vanessa sur un autre terrain. Et comme le veut la coutume russe, tous s'assoient pour réfléchir avant ce long voyage. Restée seule avec la vieille baronne qui ne lui adresse plus la parole, Erika demande au majordome de couvrir tous les tableaux et de voiler tous les miroirs de la maison. Les portes doivent rester closes, on ne recevra plus personne. C'est maintenant à son tour d'attendre.

## Rôles
| Rôle                                   | Voix          | Distribution           |
| -------------------------------------- | ------------- | ---------------------- |
| Vanessa                                | soprano       | Eleanor Steber         |
| Erika, sa nièce                        | mezzo-soprano | Rosalind Elias         |
| La vieille Baronne, la mère de Vanessa | contralto     | Regina Resnik          |
| Anatol                                 | ténor         | Nicolai Gedda          |
| Le vieux Docteur                       | baryton       | Giorgio Tozzi          |
| Nicholas, le majordome                 | basse         | George Cehanovsky (en) |
| Le valet de pied                       | basse         | Robert Nagy (en)       |

## Opinions
Dimitri Mitropoulos, le créateur, était admiratif de l'œuvre. Il écrivit ensuite un éloge :

« Qu'un compositeur ait eu le courage d'écrire ce style de musique tient du miracle... Barber n'a absolument pas subi la contamination des différentes expérimentations menées récemment dans l'univers de la musique... Vanessa est de bout en bout puissamment théâtrale, riche de surprises et de paroxysmes à l'orchestre, qui trouvent toujours leur correspondance sur scène, comme cela devrait être systématiquement le cas... Un grand opéra américain, enfin ! »